# 信貴山
信貴山（しぎさん）は、奈良県生駒郡平群町に位置する山である。
奈良百遊山の一つに選定されている。

## 概要
名称は聖徳太子が物部守屋を攻めたときにこの山で毘沙門天が現れた逸話で、太子が信ずべし、貴ぶべしといったことに由来すると伝わる。
外観は雄岳と呼ばれる北峰 (437 m)、および雌岳と呼ばれる南峰 (400.5 m) の二峰からなり、花崗岩を基盤とする安山岩質の岩石から構成される。
生駒山地は西側（大阪府側）が断層により急傾斜しているのに対し、東側（奈良県側）は比較的傾斜も緩く、侵食の進んだ樹枝状の谷が稜線近くまで発達している。このような特徴から信貴山の東側は中腹まで住宅地や樹園地・水田が分布している。
南側山腹には信貴山真言宗朝護孫子寺が建ち、山頂には山城である信貴山城があった。
山頂から北へ100mほど下った所から左へ曲がる細い山道に入れば、高安城跡倉庫礎石群の横を通り高安山方面へと繋がる。
大正時代から昭和初期にかけて奈良県・大阪府からそれぞれ鉄道路線・ケーブルカーが開通した。1958年（昭和33年）には信貴生駒スカイラインも開通して門前町が発達している。